# Nymphula fuscomarginalis
Nymphula fuscomarginalis es un tipo de polilla de la familia Crambidae. Fue descrito por Otto Vasilievich Bremer y William Grey en 1852. Se ubica especialmente en China.